# Montes Tatras
Los montes Tatra o Tatras (en polaco y eslovaco Tatry), forman una cordillera en la frontera de Polonia y Eslovaquia y el sector más alto de los Cárpatos. La mayor parte de los picos más altos de la cordillera están situados en Eslovaquia; los mayores lagos de estas montañas se pueden encontrar en Polonia. El pico más alto de los Tatra es el Gerlachovský štít, (anteriormente llamado pico de Franz Joseph) y tiene 2655 m s. n. m., en Eslovaquia. El Rysy, con una altitud de 2499 m s. n. m., es el pico más alto de Polonia (en la frontera polaco-eslovaca).

## Descripción
La región es muy conocida por ser un área de deportes de invierno, siendo su capital provincial (okres) Poprad, que cuenta con un aeropuerto internacional. La ciudad de Vysoké Tatry, literalmente en español (Ciudad de los Altos Tatras), fue creada en 1999 e incluye los enclaves separados de Štrbské Pleso, Starý Smokovec y Tatranská Lomnica), entre otros. En la vertiente norte, Zakopane es la "Capital de Invierno" de Polonia
Los Tatras consisten en los Tatras Occidentales (eslovaco: Západné Tatry, polaco: Tatry Zachodnie) y los Tatras Orientales (Východné Tatry, Tatry Wschodnie). Los Tatras Orientales, que a su vez, consisten en los Altos Tatras (Vysoké Tatry, Tatry Wysokie) y los Tatras Belianske (Belianske Tatry, Tatry Bielskie). Los Altos Tatras, con sus 24 (o 25) picos por encima de 2.500 m s. n. m., son, juntamente con los Cárpatos del Sur, el único sistema montañoso con una característica alpina en todos los 1.200 km de extensión de la cordillera de los Cárpatos, siendo a su vez el sistema alpino más pequeño del mundo. 
Los Tatras no han de ser confundidos con otra cadena de montañas de Eslovaquia, los Bajos Tatras (en eslovaco Nízke Tatry), situados al sur de los Tatras. Algunas veces, el término 'Tatras' se usa libremente para referirse tanto a los Tatras, propiamente dichos, como a los Bajos Tatras, que aun perteneciendo a la cordillera de los Cárpatos, se encuentran separados de los Altos Tatras por la depresión del río Váh.   
El parque nacional de los Tatra Eslovacos (Tatranský národný park) fue fundado en 1949 y se encuentra contiguo al parque nacional de los Tatra Polacos (Tatrzański Park Narodowy) que fue fundado en 1954. Las dos áreas juntas entraron en la lista de Reservas de la Biosfera de la Unesco en 1993. Entre su fauna, encontramos especies protegidas como el oso pardo, el lobo o el lince europeo, especímenes que se desarrollan bajo la protección de los impenetrables bosques que crecen en la base de las cumbres y a lo largo de los abundantes valles de origen glaciar que desembocan en la depresión del Váh. Otros animales más fáciles de observar son el ciervo, el corzo o el jabalí. En sus cumbres encontramos marmotas y rebecos, que aquí cuentan con una subespecie endémica de estas montañas que también ha sido introducidos en el vecino parque de los Bajos Tatra.
El 19 de noviembre de 2004, una gran parte del bosque de la parte sur de los Altos Tatras fue devastada por un fuerte vendaval de más de 180 km/h. Tres millones de metros cúbicos de árboles fueron arrancados, dos personas murieron y muchas aldeas de los Altos Tatras fueron destruidas. El bosque sufrió aún más daños por el incendio forestal que siguió, y al ecosistema local le llevará muchos años recuperarse totalmente.

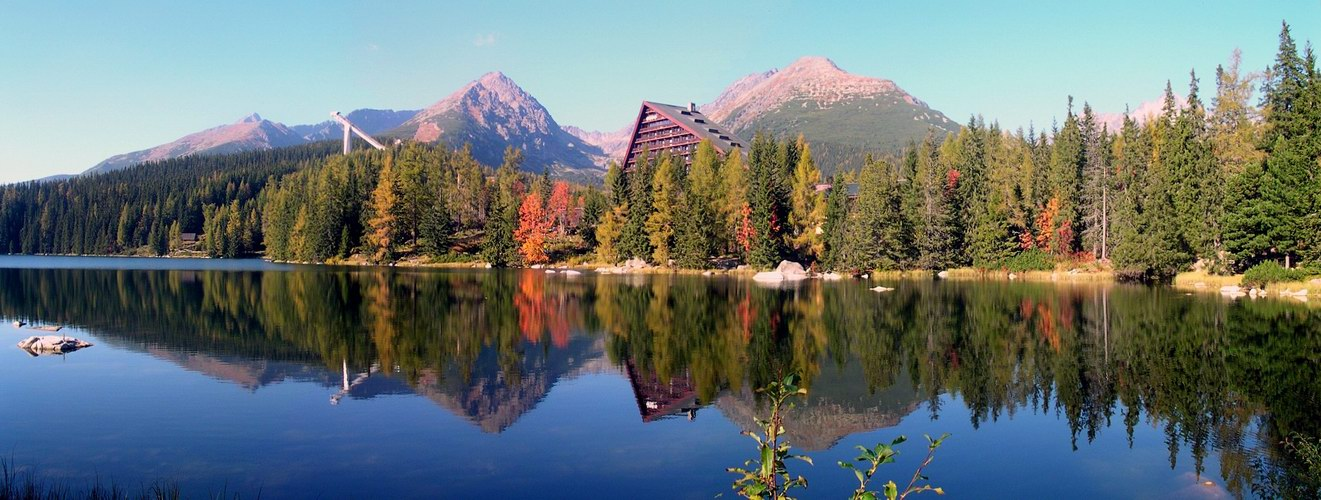
Štrbské pleso en los Altos Tatras, Eslovaquia.

## Picos de los montes Tatras
En los Tatras Orientales:
- Pico Gerlachov (2654 m, SVK)
- Lomnický štít (2634 m, SVK)
- Rysy (2503 m, SVK/POL)
- Kriváň (2495 m, SVK)
- Slavkovsky štít (2452 m, SVK)
- Svinica (2301 m, SVK/POL)
- Široká (2210 m, SVK)
- Havran (2151 m, SVK)
- Kresanica (2122 m, SVK/POL)
- Veľká kopa (2052 m, SVK)
- Kasprowy Wierch (1987 m, SVK/POL)
- Brestová (1934 m, SVK)
- Sivý vrch (1809 m, SVK)
- Osobita (1687 m, SVK)
- Lučna (1653 m, SVK/POL)

En los Tatras Occidentales:
- Bystrá (2248 m, SVK)
- Baranec (2184 m, SVK)
- Banikov/Banówka (2178 m, SVK)

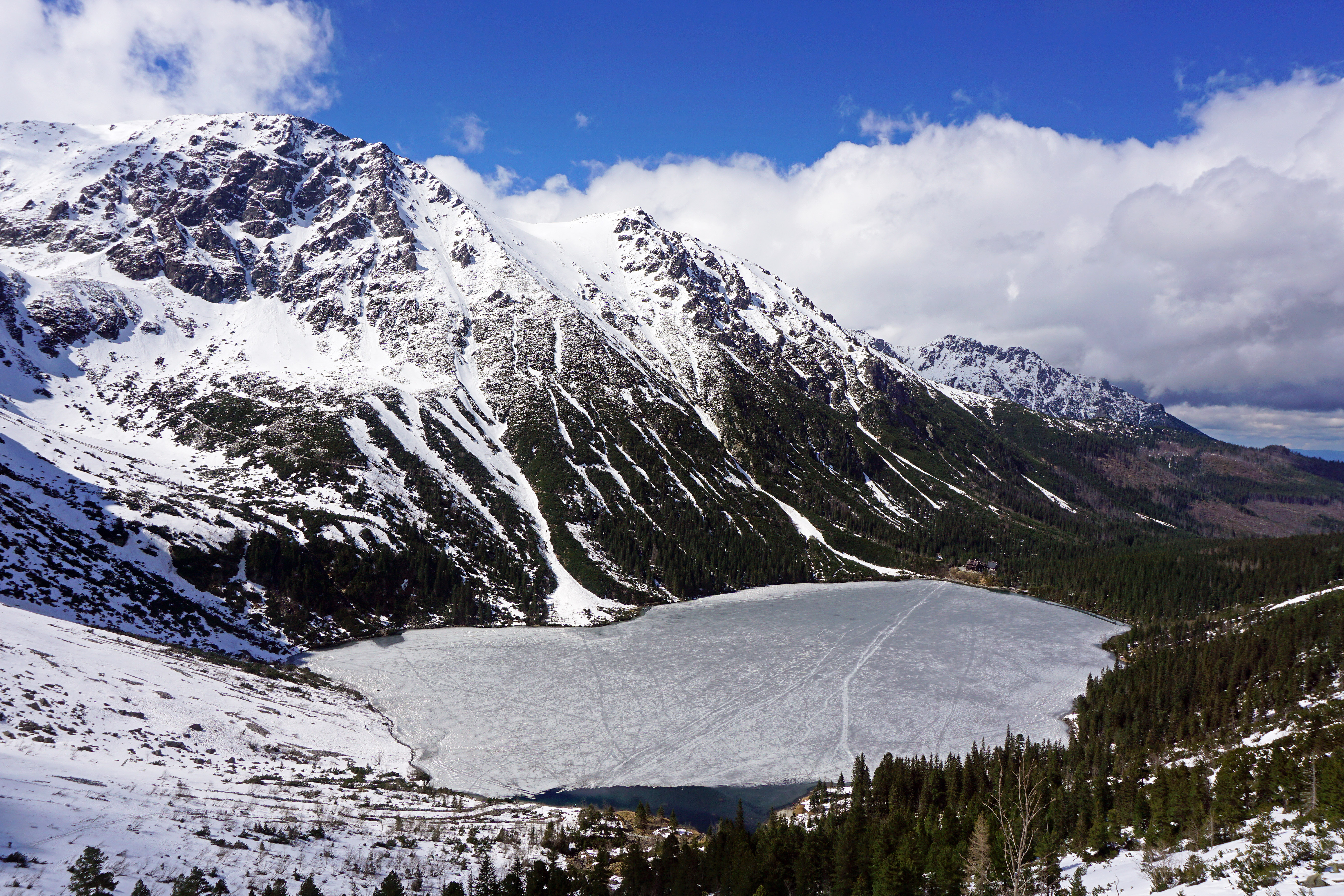
Morskie Oko, uno de los principales lagos de los Montes Tatra, situado en su parte polaca.

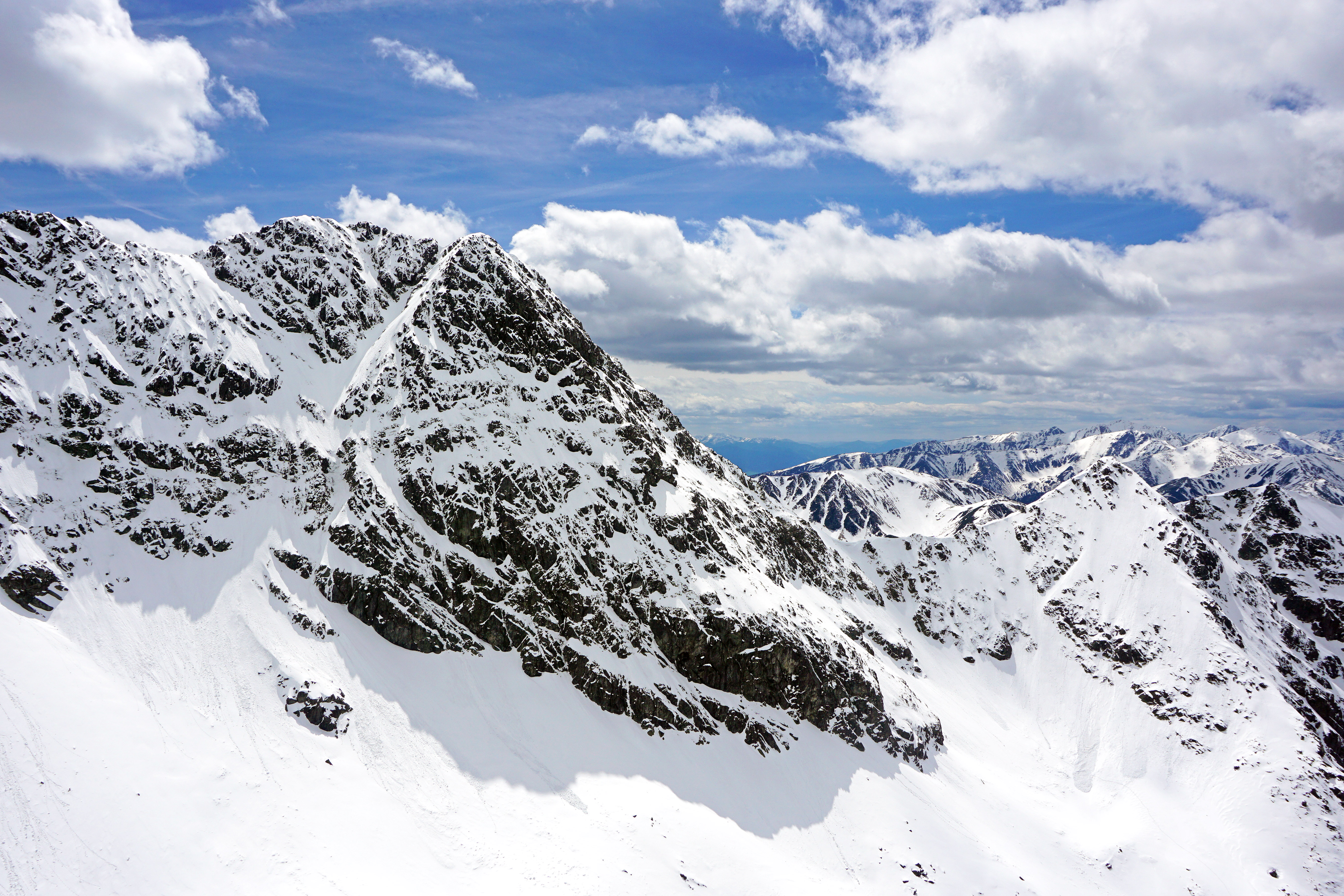
Los Tatras vistos desde Svinica - 2.301 m (Eslovaquia/Polonia).

- Klin/Starobociański Wierch (2176 m, SVK/POL)
- Volovec (2064 m, SVK/POL))
- Giewont (1984 m, POL))

El punto más alto de las montañas, que pueden quedar marcados senderos son Rysy, y la ruta más difícil es Orla Perć.

## Reserva de la biosfera

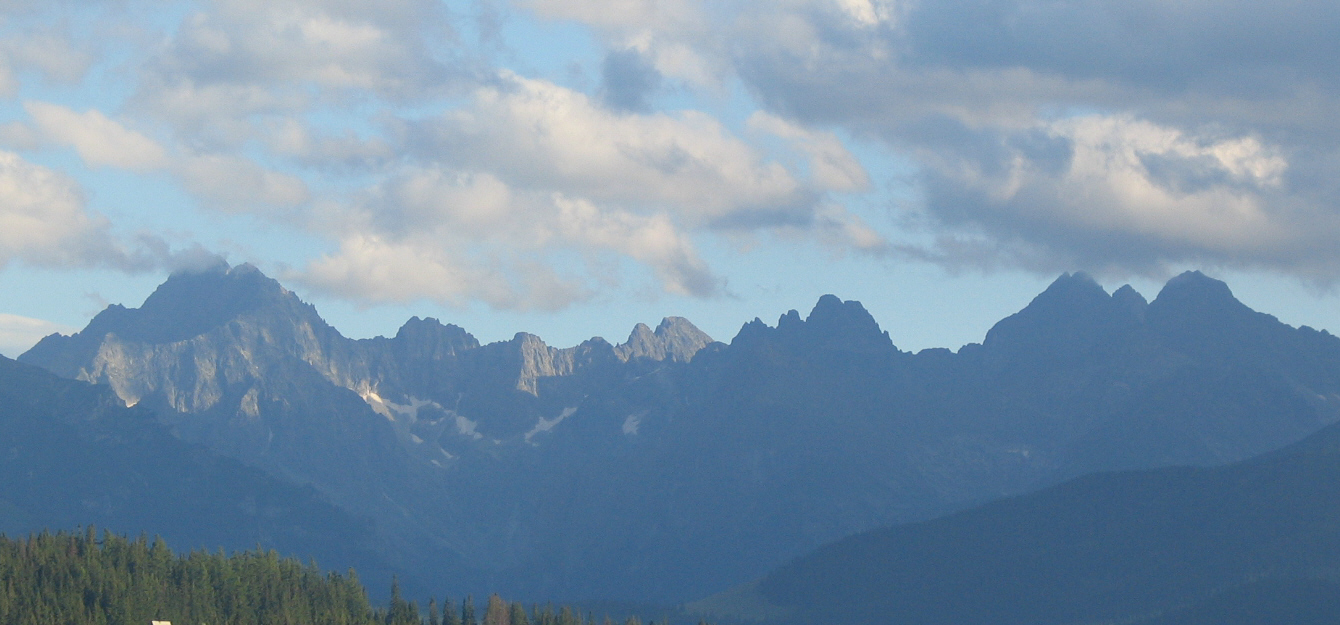
Montes Tatras, vistos desde Zakopane (Polonia)

Parte de los montes Tatra está declarado reserva de la biosfera transfronteriza desde el año 1992. Se incluye dos parques nacionales a cada lado de la frontera política entre Polonia y Eslovaquia. Centro de esta reserva de la biosfera transfronteriza están representados varios rasgos naturales, como la topografía carstica en dolomitas y caliza, cañones y cascadas, un cinturón de pino enano, prados alpinos, lago y picos rocosos. Con la creación de la reserva de la biosfera transfronteriza se confía en que el desarrollo del turismo será equilibrado con el mantenimiento del ecosistema de los Tatra, que está formado principalmente por bosque templado de frondosas.
La reserva de la biosfera se extiende entre 49°04' a 49°19'N y de 19°34' a 20°21'E. La superficie total es de 123 566 hectáreas. De ellas la zona núcleo son 56 992 ha (Polonia: 7548 ha; Eslovaquia: 49 444 ha); la zona tampón son 30 012 ha (Polonia: 6371 ha; Eslovaquia: 23 641 ha) y la zona de transición son 36 562 ha (Polonia: 3987 ha; Eslovaquia: 32 575 ha). La altitud sobre el nivel del mar es, en Polonia de entre 750 a 2499 m s. n. m.; en Eslovaquia va desde los 700 hasta los 2655 m s. n. m.

### Imágenes
- Vistas panorámicas de los montes Tatra Archivado el 16 de noviembre de 2007 en Wayback Machine.
- Vista panorámica del pico Rysy (2499m)
- Galería de fotos

### Películas
- Película de montaña y esquí rodada en 1930

- Datos: Q194263
- Multimedia: Tatra Mountains / Q194263